# Szczelina w Witkowych Skałach
Szczelina w Witkowych Skałach – schronisko w Witkowych Skałach na Wyżynie Olkuskiej wchodzącej w skład Wyżyny Krakowsko-Częstochowskiej. Znajduje się na grzbiecie oddzielającym Dolinę Szklarki od jej bocznego, orograficznie prawego odgałęzienia, administracyjnie we wsi Jerzmanowice w gminie Zabierzów, w powiecie krakowskim, w województwie małopolskim.
Szczelina znajduje się między Rudą i Ptasią Turnią, po ich północno-zachodniej stronie. Ma otwór o szerokości 40 cm i wysokości 1 m, szybko jednak zwężający się, wskutek czego przejście nią jest bardzo trudne. Jest to szczelina przelotowa o nieco wznoszącym się dnie. Jej drugi otwór znajduje się na południowo-wschodniej stronie ścian. Ma szerokość 25 cm i wysokość 0,8 m.
Obiekt powstał w późnojurajskich wapieniach na szczelinie, która z czasem uległa grawitacyjnemu rozszerzeniu. Na jej ścianach miejscami występują grzybki naciekowe, korozyjne wżery, skonsolidowane mleko wapienne i czarne naskorupienia. Namulisko składa się z wapiennego gruzu zmieszanego z glebą i ilasto-mulistym osadem. Jest przewiewna, w całości widna i poddana wpływom środowiska zewnętrznego. Przed jej otworami rosną krzewy, rośliny zielne, oraz mchy, glony i porosty, które wnikają także do wnętrza szczeliny. Ze zwierząt obserwowano muchówki, ślimaki i pająki z rodzaju Meta.
Szczelina nie była wcześniej w literaturze wzmiankowana. Jej pierwzy pomiar, opis i dokumentację z planem opracowała I. Luty w kwietniu 2014 r.

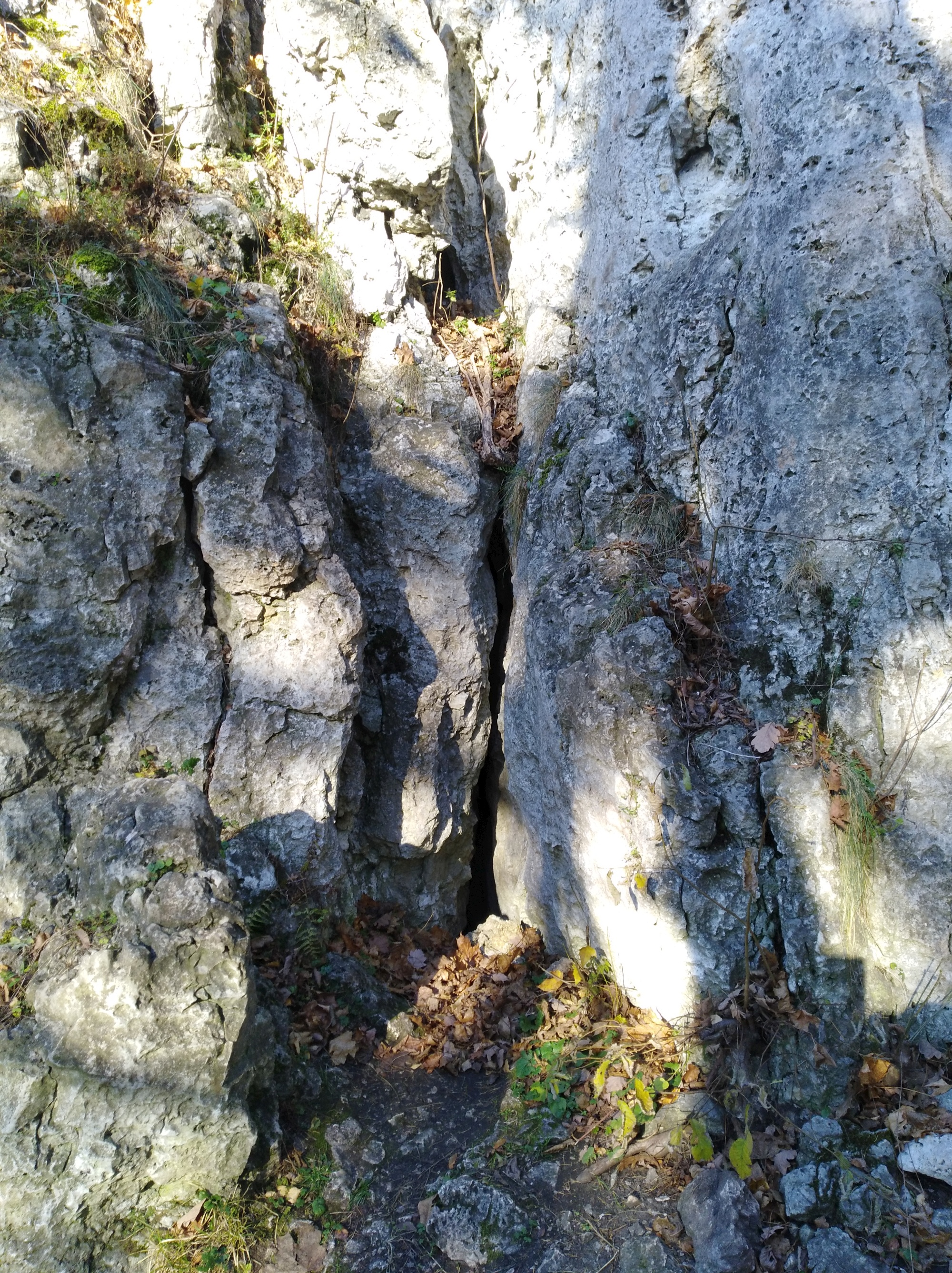
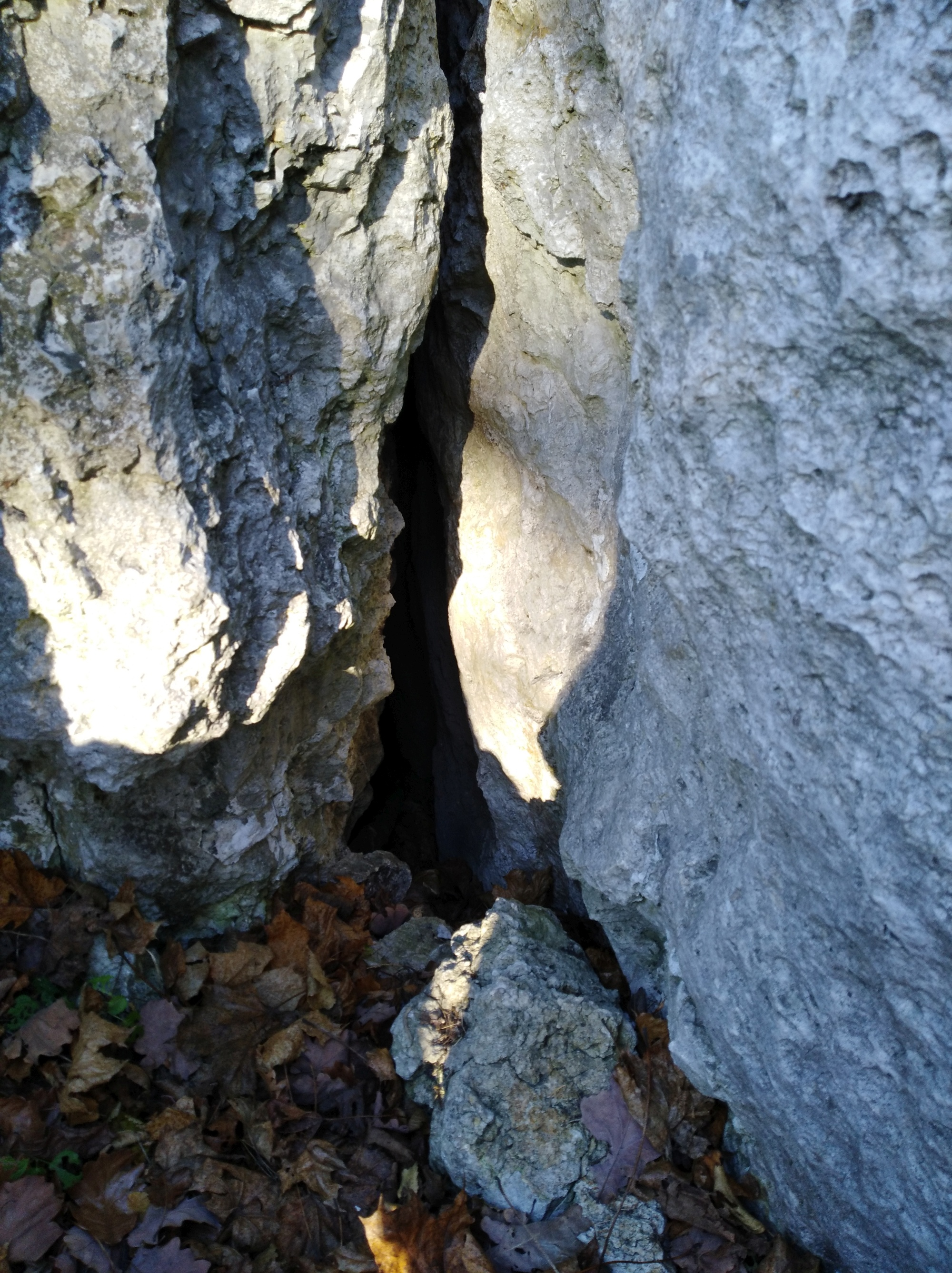
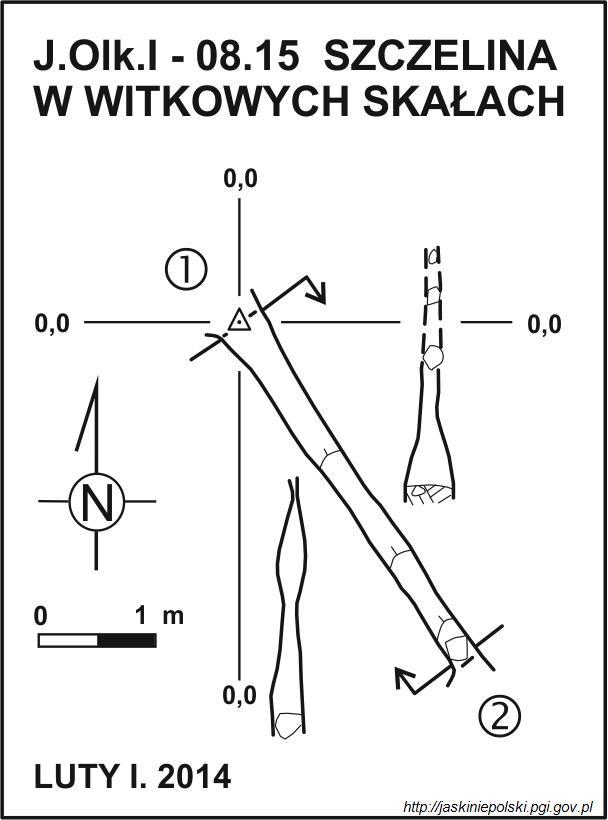
Plan